# Parques de las Montañas Rocosas Canadienses
Los Parques de las Montañas Rocosas Canadienses son un conjunto natural ubicado en las Montañas Rocosas. Fueron declarados Patrimonio de la Humanidad por la Unesco en 1984.
Está formado por cuatro parques nacionales de Canadá:
- Parque nacional Banff
- Parque nacional Jasper
- Parque nacional Kootenay
- Parque nacional Yoho

Y tres parques provinciales de la Columbia Británica:
- Parque Provincial Hamber
- Parque Provincial Monte Assiniboine
- Parque Provincial Monte Robson

Los parques incluyen regiones de montaña, glaciares y aguas termales y alguna de las cuencas hidrográficas de los mayores ríos de Norteamérica, incluyendo:
- río Saskatchewan
- río Athabasca
- río Columbia
- río Fraser

El área es conocida por su belleza natural y por la biodiversidad. En el interior de la región se encuentra el llamado Esquisto de Burgess, un yacimiento de fósiles del Cámbrico de importancia mundial, que fue Patrimonio de la Humanidad entre los años 1980 y 1990 y ahora está incluido en los Parques de las Montañas Rocosas Canadienses.